# Sân bay quốc tế Federal del Valle del Fuerte
Sân bay quốc tế Federal del Valle del Fuerte (IATA: LMM, ICAO: MMLM) là một sân bay quốc tế ở Los Mochis, Sinaloa, México. Sân bay này phục vụ các tuyến bay nội địa và quốc tế của thành phố Los Mochis. Sân bay quốc tế Federal del Valle del Fuerte có 1 đường băng dài 2000 m bề mặt nhựa đường.

## Các hãng hàng không và các tuyến điểm

### Air Taxi
- Aéreo Calafia (Ciudad Constitución, Cabo San Lucas)

### Nội địa
- Viva Aerobus (Monterrey, Tijuana)
- Interjet (Thành phố Mexico)
- Aeroméxico Connect (Guadalajara, Hermosillo, Mazatlán, Thành phố Mexico)
- Volaris (Tijuana)